# Campionati centroamericani maschili di cricket T20
I Campionati centroamericani maschili di cricket T20  sono una competizione continentale a nazioni che assegna il titolo di squadra campione centroamericano di cricket nel format T20.

## Edizioni
| Edizione      | Edizione      | Podio    | Podio         | Podio         |
| Anno          | Organizzatore | Campione | Seconda       | Terza         |
| ------------- | ------------- | -------- | ------------- | ------------- |
| 2019 Dettagli | Messico       | Belize   | Panama        | Messico       |
| 2024 Dettagli | Costa Rica    | Messico  | Costa Rica    | Non assegnato |
| 2025 Dettagli | Panama        | Messico  | Non assegnato | Costa Rica    |
| 2025 Dettagli | Panama        | Panama   | Non assegnato | Costa Rica    |

## Medagliere
| Posiz. | Nazione    | Oro | Argento | Bronzo | Totale |
| ------ | ---------- | --- | ------- | ------ | ------ |
| 1      | Messico    | 2   | 0       | 1      | 3      |
| 2      | Panama     | 1   | 1       | 0      | 2      |
| 3      | Belize     | 1   | 0       | 0      | 1      |
| 4      | Costa Rica | 0   | 1       | 1      | 2      |
| Totale | Totale     | 4   | 2       | 2      | 8      |

## Partecipazioni
Nella seguente tabella le squadre partecipanti per ogni edizione, con relativo piazzamento finale.
| Nazione             | 2019 | 2024 | 2025 |
| ------------------- | ---- | ---- | ---- |
| Belize              | 1    | NP   | NP   |
| Costa Rica          | 4    | 2    | 3    |
| Messico             | 3    | 1    | 1    |
| Panama              | 2    | NP   | 1    |
| Turks e Caicos      | NP   | NP   | 4    |
| Numero partecipanti | 4    | 2    | 4    |